# Pump (album)
Pump kom som opfølger til Aerosmith's Permanent Vacation-succes præcis to år efter i september 1989. Albummet blev en endnu større succes end sin forgænger. Det er produceret af Bruce Fairbairn. Pump toppede som #5 på Billboard 200, har solgt 7 millioner kopier alene i USA. Singlerne Love In A Elevator, Janie's Got A Gun og What It Takes kom alle i top 10 på Bilboard single Top 100, hvor Janie's Got A Gun toppede som #4. Med Janie's Got A Gun modtog bandet dets første Grammy. Albummet Pump blev det fjerde bedst sælgende af alle i 1990. Det står tilbage som ét af bandets absolutte hovedværker. Det var i øvrigt også det første album bandet indspillede, hvor samtlige medlemmer var stoffri.

## Trackliste
- 1. "Young Lust"
- 2. "F.I.N.E."
- 3. "Love In A Elevator"
- 4. "Monkey On My Back"
- 5. "Janie's Got A Gun"
- 6. "The Other Side"
- 7. "My Girl"
- 8. "Don't Get Mad, Get Even"
- 9. "Voodoo Medicine Man"
- 10. "What It Takes"